# Res publica literaria
Res publica lit[t]eraria, auch res publica lit[t]erarum sowie in den Varianten der Zusammenschreibung von respublica, englisch Republic of Letters, d. i. die „Republik der Gelehrten“, „Gelehrtenrepublik“ oder „gelehrte Republik“, war bis in das 18. Jahrhundert hinein der Begriff für die Verbindung des internationalen Wissenschaftsbetriebs – eine Begriffsfügung, die heute vor allem im Konzept der Scientific Community oder deutsch auch Wissenschaftsgemeinde fortlebt.
Res publica ist Latein und bedeutet „Staat“, mit res in der Bedeutung „Sache“ bzw. „Angelegenheit“ und publica für „zum Volk gehörig“, „öffentlich“ – res publica ist also wörtlich die „öffentliche Angelegenheit“; das Adjektiv lit[t]eraria ist mit „zum Lesen und Schreiben gehörig“ oder „schriftlich“ übersetzbar.
Zur res publica literaria gehörten bis in das 18. Jahrhundert alle wissenschaftlich Publizierenden und alle, die in wissenschaftlichem Austausch miteinander standen – Bibliothekare, Archivare, Universitätsprofessoren, Historiker in öffentlichen Positionen, Theologen in kirchlichen Ämtern, Privatgelehrte. Der Begriff war von der Vorstellung getragen, dass im Bereich der Wissenschaften weder Standesunterschiede noch Nationalität von Bedeutung waren. Während in Europa Monarchien herrschten, bildeten die Gelehrten eine Republik.
Das wichtigste Medium im Austausch der res publica literaria war bis in das 17. Jahrhundert hinein die briefliche Korrespondenz zwischen den Mitgliedern und der ausgedehnte Reiseverkehr. Es war üblich, dass Gelehrte auf Reisen durch Europa sich in Städten, in denen sie eintrafen, nach den Adressen von Fachkollegen erkundigten und sich bei diesen anmelden ließen (es war ebenso üblich, dass sie in Reisetagebüchern festhielten, welchen Eindruck der Besuchte auf sie machte – man kannte sich nur aus Publikationen und stand sich nun leibhaftig gegenüber, es sind oft schonungslose Charakterskizzen, die regelmäßig dann auch noch postum zur Freude der Gelehrtenrepublik veröffentlicht wurden).
Mit der zweiten Hälfte des 17. Jahrhunderts kam das literarische Journal als zentrales neues Medium hinzu. Die Entwicklung wurde maßgeblich unterstützt durch den niederländischen Buchmarkt französischer Sprache, der auf Europa ausgerichtet war.
Der Begriff res publica literaria wurde mit dem 19. Jahrhundert ungebräuchlich. Dies hat vor allem mit dem Bedeutungswandel des Wortes Literatur und dem noch stärkeren von literarisch zu tun. Literatur war bis in das späte 18. Jahrhundert das Synonym für Gelehrsamkeit. Literarisch, wie es in res publica literaria vorkommt, bezeichnet dagegen heute Texte, in denen Sprache mit künstlerischer Freiheit benutzt wird (siehe auch Literarizität). Die alte Wortfügung bzw. die hinter derselben stehende Idee ließ sich mit dem neuen Literaturbegriff nicht mehr nachvollziehen.